# Distrito electoral local 11 de Hidalgo
El Distrito electoral local 11 de Hidalgo es uno de los dieciocho distritos electorales Locales del estado de Hidalgo para la elección de diputados locales. Su cabecera es la ciudad de Tulancingo.

## Historia

### Tulancingo como cabecera distrital

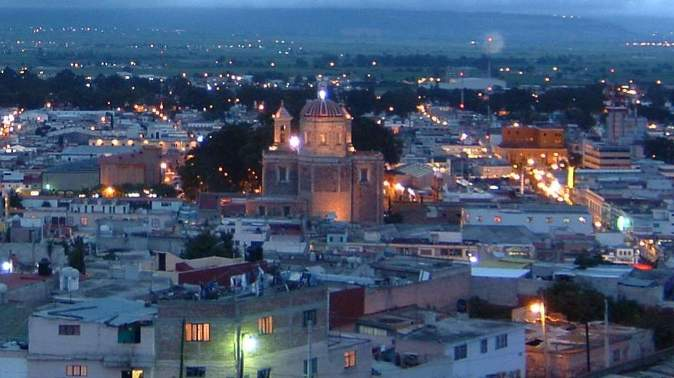
Tulancingo de Bravo sede del Consejo distrital.

Después de la erección del estado de Hidalgo en 1869 durante la I Legislatura del Congreso de Hidalgo existían once distritos, siendo Tulancingo el VIII Distrito. De 1871 a 1879 existieron dieciséis distritos siendo Tulancingo el XII Distrito. De 1879 a 1903 existieron once distritos siendo Tulancingo el IX Distrito. Para el periodo de 1903 a 1913 se regresa a diez distritos siendo Tulancingo el VIII Distrito.
De 1917 a 1923 en Hidalgo existieron dieciséis distritos siendo Tulancingo el III Distrito. De 1925 a 1931 con diecisiete distritos existentes Tulancingo fue el III Distrito. Para el periodo 1931 a 1935 con once distritos Tulancingo fue el II Distrito. De 1935 hasta 1972 con once distritos Tulancingo fue el II Distrito. De 1975 a 1996 existieron quince distritos siendo Tulancingo el II Distrito. Para el periodo de 1996 a 2016 con dieciocho distritos existentes Tulancingo fue el III Distrito.
El 3 de septiembre de 2015 el Consejo General del Instituto Nacional Electoral (INE) aprobó los distritos electorales uninominales locales y sus respectivas cabeceras distritales de Hidalgo, que entraron en vigor para las elecciones estatales de Hidalgo en 2016. En el año 2023, se aprobó una nueva demarcación territorial, quedando Tulancingo como cabecera distrital.

## Demarcación territorial
Este distrito está integrado por un total de un municipios, que son los siguientes:
- Tulancingo de Bravo, integrado por 57 secciones electorales.

## Diputados por el distrito
- LXIII Legislatura
  - Luis Alberto Marroquín Morato, PVEM (2016-2018).[9][10]
- LXIV Legislatura
  - José Antonio Hernández Vera, MORENA (2018-2020).[11][12]
  - Salvador Sosa Arroyo, MORENA (2020-2021).[13][14][15]
- LXV Legislatura
  - José Antonio Hernández Vera, MORENA (2021-2024).[16]